# Burg Yamagata
Die Burg Yamagata (japanisch 山形城, Yamagata-jō) befindet sich in der japanischen Stadt Yamagata, Präfektur Yamagata. In der Edo-Zeit residierten dort nacheinander dreizehn große, mittelgroße und kleinere Fudai-Daimyō.

## Burgherren in der Edo-Zeit
1. Mogami mit einem Einkommen von 240.000 Koku
2. Torii ab 1622 mit einem Einkommen von 200.000 Koku
3. Hoshina ab 1636 mit einem Einkommen von 200.000 Koku
4. Matsudaira (Kamon) ab 1644 mit einem Einkommen von 150.000 Koku
5. Matsudaira (Okudaira) ab 1648 mit einem Einkommen von 150.000 Koku
6. Okudaira ab 1668 mit einem Einkommen von 90.000 Koku
7. Hotta ab 1685 mit einem Einkommen von 10.000 Koku
8. Matsudaira (Kamon) ab 1668 mit einem Einkommen von 10.000 Koku
9. Matsudaira (Okudaira) ab 1692 mit einem Einkommen von 10.000 Koku
10. Hotta ab 1700 mit einem Einkommen von 10.000 Koku
11. Matsudaira (Ogyū) ab 1746 mit einem Einkommen von 60.000 Koku
12. Akimoto ab 1767 mit einem Einkommen von 60.000 Koku
13. Mizuno ab 1845 mit einem Einkommen von 50.000 Koku

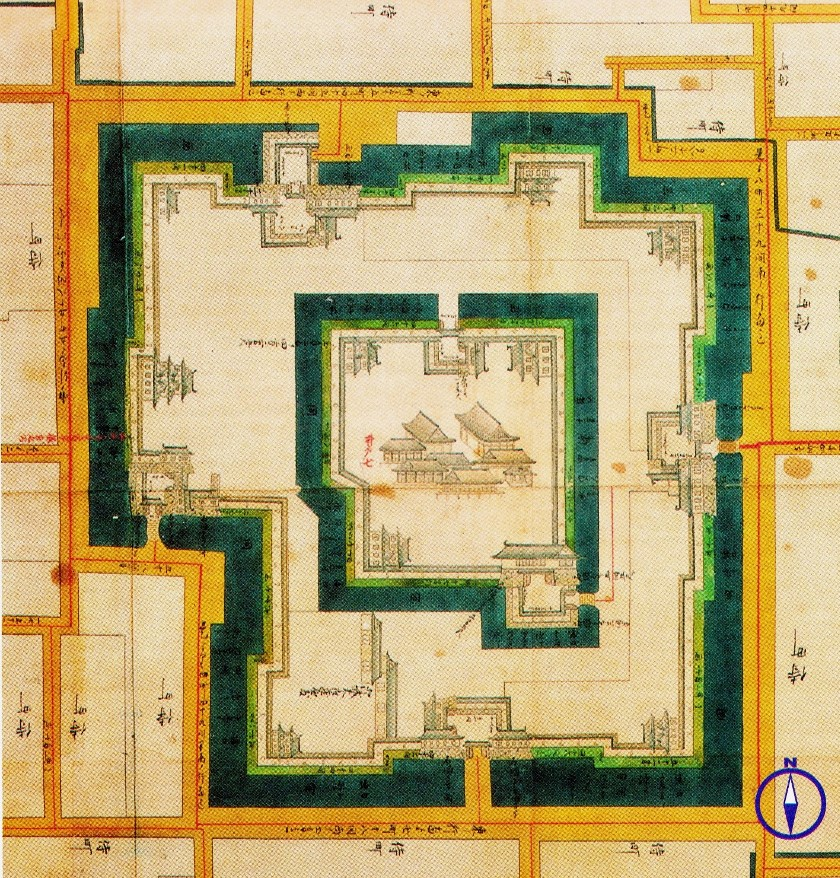
Grundriss um 1700, Innere Burg und Ni-no-maru

Der letzte Daimyō, Mizuno Tadahiro (水野 忠弘; 1856–1905) wurde 1870 nach Asahiyama (Provinz Ōmi) versetzt, wo er sich mit einem „Festes Haus“ begnügen musste.

## Anlage
Der Überlieferung nach zog zu Beginn der Muromachi-Zeit der Sohn des Erforschers des Nordens von Honshū, Shiba Iekane, Kaneyori nach Yamagata und baute dort eine Burg. Die Shiba nannten sich dann Mogami und beherrschten die Provinz Dewa. Kaneyoris Sohn, Yoshiaki stieg während der Sengoku-Zeit zum Daimyō auf. Yoshiaki baute zwischen 1592 und 1615 die Burg weiter aus und gab ihr die heutige Größe. Nach der Absetzung der Mogami 1622 übernahm Torii Tadamasa die Burg und führte ergänzende Baumaßnahmen durch. Danach wechselten die Burgherren noch elfmal, sie gehörten entweder als kamon (家門) zur Tokugawa-Familie oder waren Fudai-Daimyō.
Die Burg wurde auf einem fächerförmigen Platz zwischen Flüssen angelegt, wobei um das rechteckige, von einem Graben umgebene Burgzentrum (hommaru) durch weitere Gräben geschützt wurde. Die Burg war durch Erdwälle geschützt, nur der Eingangsbereich zum Burgzentrum erhielt eine Steinmauer. Zur Zeit der Torii befand sich im Zentrum die Residenz, die durch Wälle und einen dreistöckigen Wachturm, vier zweistöckige und einen einstöckigen Wachturm geschützt wurde. Da die folgenden  Burgherren zunehmend geringeres Einkommen besaßen, wurde der Erhalt der Burg mit der Zeit schwieriger. Als 1767 die Akimoto Burgherren wurden, verlegten sie die Residenz vor das Ost-Tor.
Nach 1868 wurde die Burg abgerissen. Der zweite Graben blieb erhalten, er wird, wie zu alten Zeiten, an vier Stellen überquert, wobei das Ost-Tor weitgehend wiederhergestellt wurde. Vom inneren Graben, der den zentralen Burgbereich (Hommaru) umgab, ist nur der Südost-Bereich als trockener Graben erhalten. Wiederhergestellt wurde die Toranlage, das Ichimoji-mon (一文字門), das zu diesem inneren Bereich führt.
Der Burgbereich wird heute hauptsächlich für den Sport genutzt. So gibt es im Nordbereich ein Baseballfeld und den „Städtischen Übungsplatz für das Bogenschießen“ (山形市立弓道場, Yamagata shiritsu indō-jō). Hinter dem Südtor gibt es eine Sporthalle, im östlichen Teil befindet sich das Präfekturmuseum Yamagata (山形県立博物館, Yamagata kenritsu hakubutsukan).

## Bilder

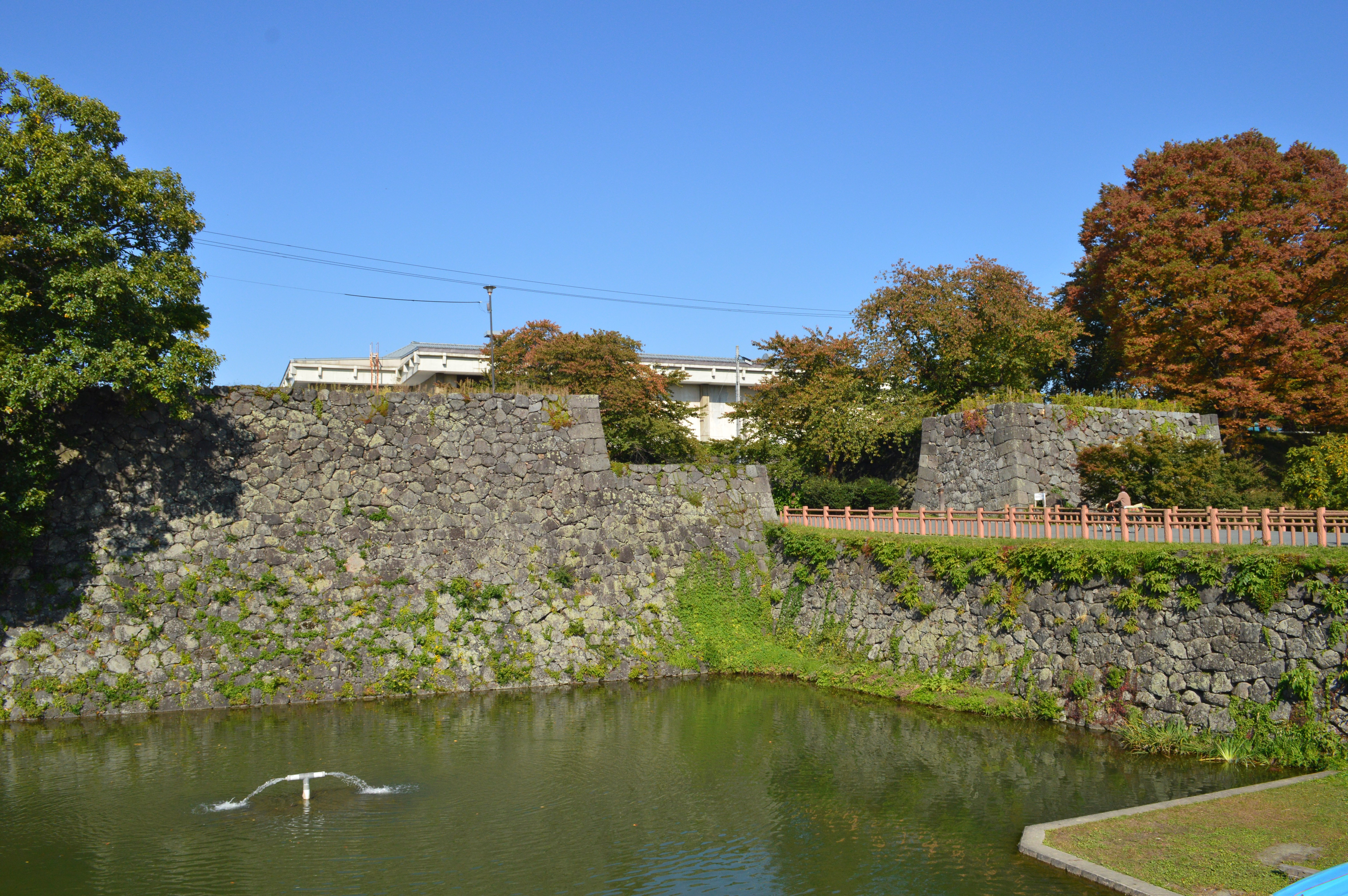
Südtor
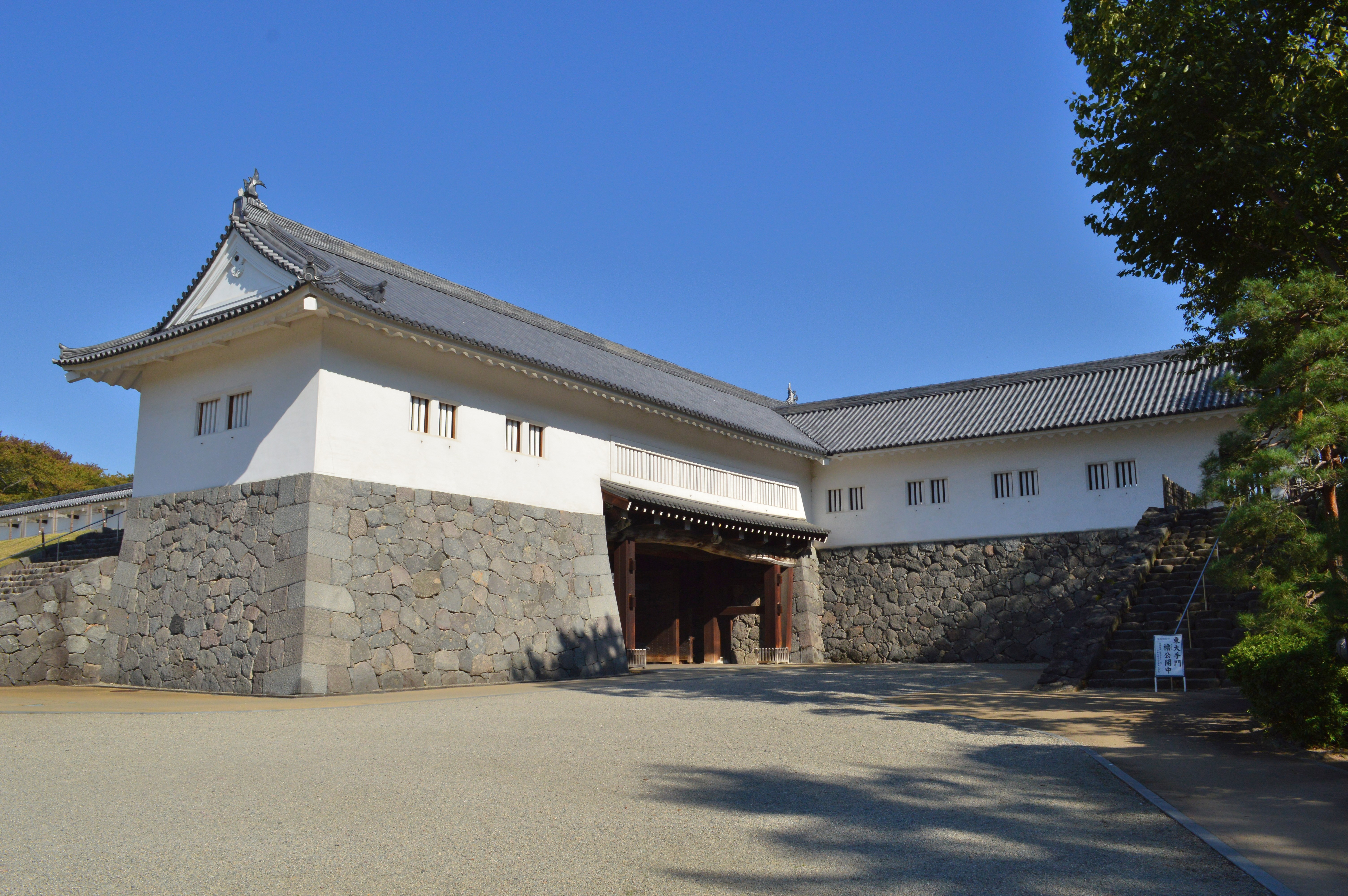
Osttor, innen
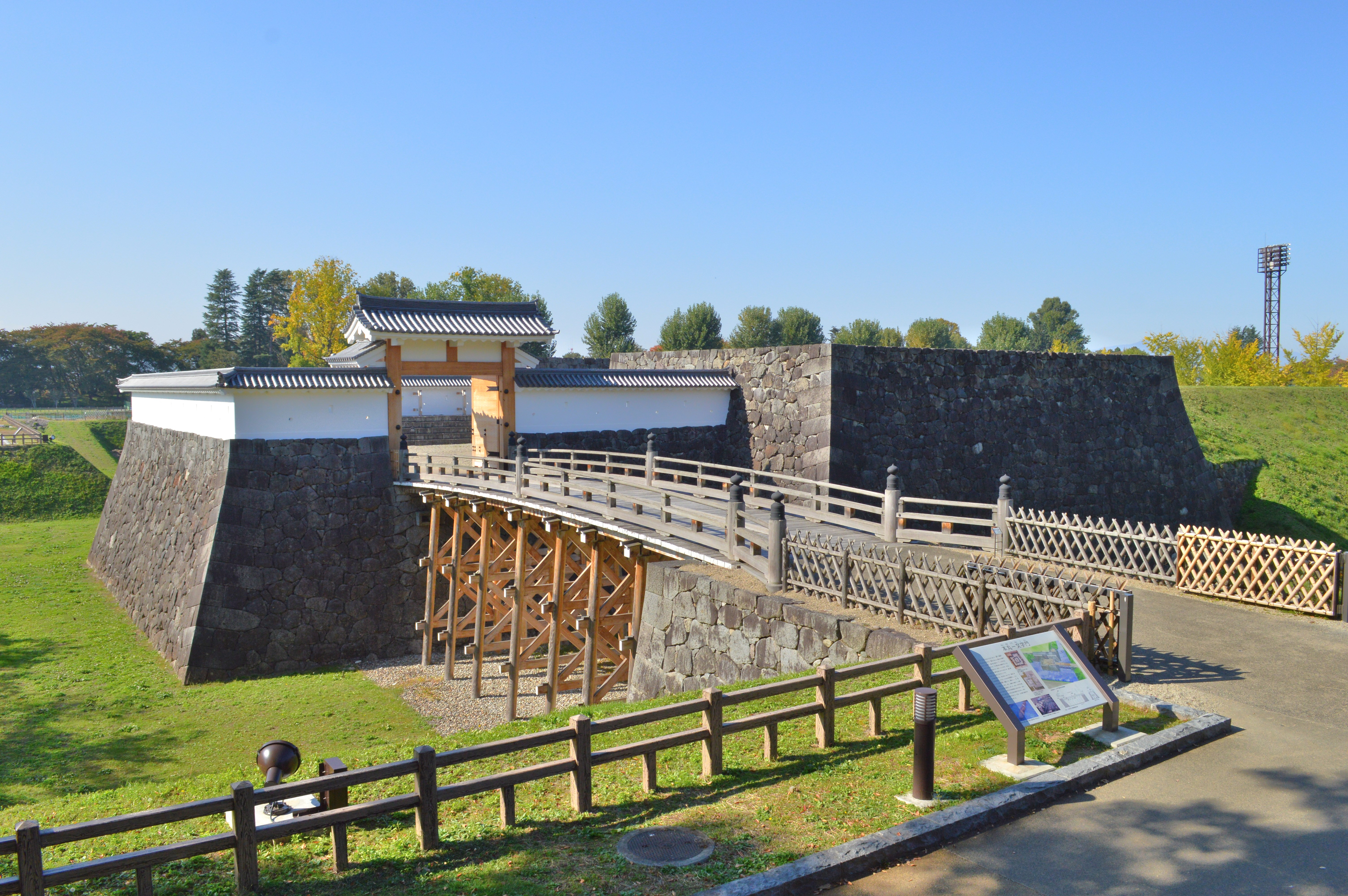
Tor zum Burgzentrum (Hommaru)
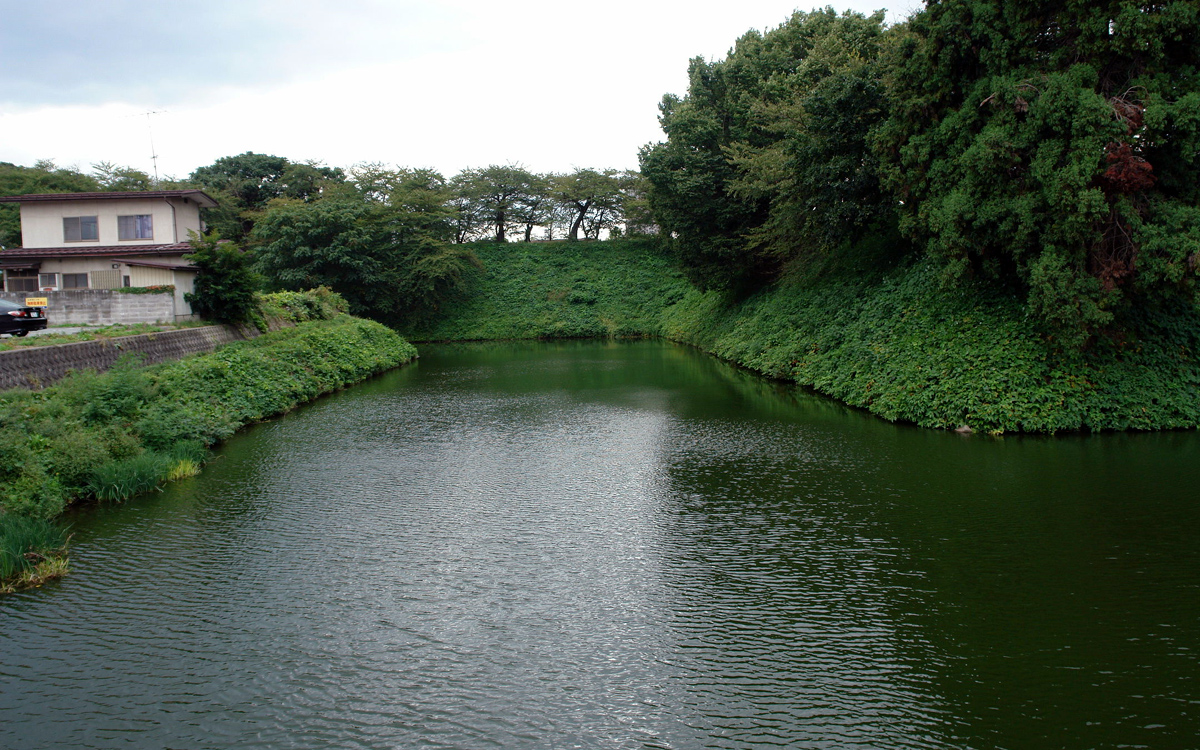
Äußerer Graben am Kajō-Park (霞城公園, Kajō kōen)